# François-Xavier Ménage
François-Xavier Ménage, né le 27 juin 1980 à  Ploërmel (Morbihan), est un journaliste français de radio et de télévision, s'étant illustré comme reporter et grand reporter.
Il a travaillé dans le groupe NextRadioTV dès 2004 en tant que journaliste, grand reporter, il a ensuite travaillé sur la chaine BFM TV du même groupe jusqu'à 2014, avant de prendre la présentation du magazine économique Capital sur M6 de 2014 à 2016, prenant la suite de Thomas Sotto, ce dernier se consacrant uniquement à Europe 1. En 2016, il intègre le Groupe TF1, d'abord à la présentation de la matinale de LCI, puis dans la rédaction Grands reporters.

## Biographie
En 2004, il est engagé par la radio RMC.
Il a couvert notamment la crise des banlieues en 2005, la guerre du Liban en 2006, l'élection présidentielle 2007.
Entre 2008 et 2014, il a travaillé sur la chaîne d'information en continu BFM TV, où il est embauché comme grand reporter. Il couvre plusieurs événements comme les révolutions du printemps arabe en Libye et en Égypte, la catastrophe de Fukushima (il en a écrit un livre en mars 2016), la guerre en Centrafrique et en Côte d'Ivoire, la crise grecque, l'affaire Dominique Strauss-Kahn ou encore la réélection de Barack Obama.
Dans le cadre de ces reportages, il collabore à plusieurs reprises avec CNN. Il présente régulièrement les journaux télévisés de BFM TV en remplacement de présentateurs titulaires.
Du 20 juillet 2014 au 26 juin 2016, il rejoint M6 pour présenter le magazine Capital , en succédant ainsi à Thomas Sotto. Pendant les vacances de février et de pâques 2015 , il présente le 19.45 sur M6 en remplacement de Laurie Millat-Desorgher (remplaçante de Xavier de Moulins) partie en remplacement au 12.45.
Pendant l'été 2015, il remplace Nathalie Renoux pour les JT week-end sur M6. Il est depuis joker officiel sur les JT du week-end.
En mars 2016, il sort Fukushima, le poison coule toujours chez Flammarion, récit de cinq années de reportage dans et autour de la zone rouge contaminée par la radioactivité.
Il est par ailleurs intervenant à l'école de journalisme du Celsa (Sorbonne) et à l'école de journalisme de Sciences Po Paris.
En septembre 2016, il quitte M6 pour intégrer le groupe TF1. Il présente LCI Matin, la matinale info de LCI,. Après une saison, il quitte la matinale pour devenir grand reporter sur TF1.
En mars 2022, il est l'envoyé spécial de TF1 / LCI pour couvrir l'invasion de l'Ukraine. A ce titre, il intervient régulièrement sur LCI, généralement en direct, pour présenter la situation militaire et les conditions de vie des habitants.
En 2022, il publie aux éditions Robert Laffont son premier roman Les Têtes baissées, fiction sociale qui retrace le quotidien des employés d'abattoirs. Il reçoit le Prix littéraire de l'ENS Paris-Saclay 2023.
En septembre 2023, François-Xavier Ménage publie avec un certain retentissement "Ça Craque" fruit de 5 ans de reportage sur le terrain aux quatre coins de la France. Santé, logement, précarité, vivre ensemble... l'auteur plonge dans le quotidien d'un directeur d'hôpital, d'une infirmière libérale, de la plus grande barre d'immeuble d'Europe... afin de décrire les dysfonctionnements qui touchent des habitants pour qui la débrouillardise est subie. Et où la politique est comme évaporée. Le livre est salué par la critique.

## Vie privée
Il est le père de deux filles.

## Filmographie
- 2017 : Alibi.com de Philippe Lacheau - Lui-même
- 2017 : Le déménagement (court-métrage) des Parasites : lui-même
- 2021 : France de Bruno Dumont : lui-même